# Indisk by
Indisk by är en svensk kortfilm från 1951 i regi av Arne Sucksdorff. Den tilldelades Juryns specialpris i kortfilmstävlingen vid Filmfestivalen i Cannes 1952.